# Розлазіно (Поморське воєводство)
Розлазіно (пол. Rozłazino) — село в Польщі, у гміні Ленчиці Вейгеровського повіту Поморського воєводства.
Населення — 1150 осіб (2011).
У 1975-1998 роках село належало до Гданського воєводства.

## Демографія
Демографічна структура станом на 31 березня 2011 року:
|          | Загалом | Допрацездатний вік | Працездатний вік | Постпрацездатний вік |
| -------- | ------- | ------------------ | ---------------- | -------------------- |
| Чоловіки | 585     | 164                | 387              | 34                   |
| Жінки    | 565     | 162                | 329              | 74                   |
| Разом    | 1150    | 326                | 716              | 108                  |